# Pristimantis leucorrhinus
Pristimantis leucorrhinus är en groddjursart som beskrevs av Boano, Mazzotti och Roberto Sindaco 2008. Pristimantis leucorrhinus ingår i släktet Pristimantis och familjen Strabomantidae. Inga underarter finns listade i Catalogue of Life.